# Henri Michel (historien)
Pour les articles homonymes, voir Henri Michel et Michel.
 Henri Michel, né le 28 avril 1907 à Vidauban (Var) et mort le 5 juin 1986 à Paris, est un historien français, spécialiste de la Seconde Guerre mondiale.

## Biographie

### Années de formation
Né le 28 avril 1907 à Vidauban, Henri Michel est issu d'une famille modeste de trois enfants dont la mère est commerçante et le père petit cultivateur.
Après des études secondaires au lycée de Draguignan, il entre en hypokhâgne au lycée Thiers de Marseille puis en khâgne au lycée Henri-IV de Paris. À Henri-IV, il est le condisciple de Louis Poirier, futur Julien Gracq, et est marqué par l'enseignement du philosophe Alain.
Il est reçu à l'agrégation d'histoire et géographie en 1932 (14e sur 24), dans la promotion d'Yves Renouard, Maurice Le Lannou, Pierre Guiral, etc.
Nommé professeur au lycée de Toulon, il a pour élèves Jacques Le Goff, futur historien, ainsi que Pierre Moustiers et Jean Le Poulain.
Il adhère à la SFIO en 1934 et collabore au Populaire du Var, où il publie, notamment, le récit d'un voyage en URSS (1936).

### Résistance
Pendant la Seconde Guerre mondiale, il participe activement à la Résistance en Provence, collabore à la presse clandestine et représente la SFIO au comité de coordination.
À la Libération, il fait partie du Comité départemental de Libération du Var, où il est chargé de la commission de la presse.
Après avoir participé à la réorganisation des institutions dans le Var et assumé pendant deux ans la charge d'inspecteur d'académie du Var, il vient à Paris en 1947, pour y développer l'étude de la Seconde Guerre mondiale et préserver la mémoire de la Résistance.

### Comité d'histoire de la Seconde Guerre mondiale
En janvier 1948, il devient directeur de recherches au CNRS et secrétaire général de la Commission d’histoire de l’Occupation et de la Libération de la France (CHOLF), qui fusionne en décembre 1951 avec le Comité d’histoire de la guerre (créé en juin 1945), pour donner naissance au Comité d'histoire de la Seconde Guerre mondiale, organisme interministériel rattaché à la présidence du Conseil et dont il devient le secrétaire général.
En 1950, il fonde la Revue d'histoire de la Deuxième Guerre mondiale, dont il est le rédacteur en chef. Le premier des 124 numéros parait en novembre 1950. L'objectif du Comité et de sa revue est de susciter des témoignages sur la Résistance et l'Occupation allemande, de coordonner, plus généralement, des enquêtes et des publications sur le conflit mondial, et aussi de recueillir les archives personnelles de nombreux acteurs de la période. À cette fin, Henri Michel met sur pied un très efficace réseau de correspondants dans tous les départements français.
Novateur, il se voue à une « histoire immédiate », à une époque où les archives officielles sont encore inaccessibles aux chercheurs, ce qui n'a pas toujours été bien perçu par des historiens habitués à travailler sur des époques plus anciennes.
Le 12 mai 1967, il crée le Comité international d'Histoire de la Seconde Guerre mondiale, regroupant des historiens de 37 pays, et il en est longtemps président, à partir de 1970. Il organise le premier colloque international sur le sujet en 1974.
À partir de 1977, une restructuration aboutit au remplacement du Comité par l'Institut d'histoire du temps présent (rattaché au CNRS, et non plus au gouvernement), la revue et le comité international passant sous l'égide de la Fondation pour les études de défense nationale au sein de l'Institut d’histoire des conflits contemporains, dont Henri Michel est président jusqu'en 1983, avant Guy Pedroncini.

### Autres apports à l'histoire de la guerre
En 1945, il publie chez Grasset un roman-témoignage teinté d'amertume, Quatre années dures, inspiré par son expérience de la Résistance et de l'Occupation.
C'est Henri Michel qui, en 1955, prend l'initiative de commander à Alain Resnais la réalisation du célèbre film sur le système concentrationnaire nazi, Nuit et brouillard ; il en a été le conseiller historique.
En 1962, il soutient sa thèse de doctorat sur Les Courants de pensée de la Résistance.
Ses nombreux ouvrages, consacrés à la Seconde Guerre mondiale, notamment à la Résistance, font autorité et sont traduits en de nombreuses langues, ce qui indique son grand prestige international. Il a aussi dirigé chez Hachette la collection « Libération de la France » (15 volumes, par régions).
Sa notoriété est un peu remise en cause lors de la publication du livre de l'Américain Robert Paxton, La France de Vichy (1973) avec une préface de Stanley Hoffmann le présentant comme « révolutionnaire » pour l'histoire du régime de Vichy ; mais, comme le remarque Roger Bourderon (historien proche du Parti communiste), le livre d'Henri Michel Vichy Année 1940 donnait dès 1967 une vision sans complaisance de ce régime.
Un livre posthume de souvenirs d'enfance est publié en 2012 aux éditions "C'est-à-dire": Une enfance provençale au temps de la Première Guerre mondiale - Vidauban dans la mémoire d'un historien.

## Décoration
- Grand officier de l'ordre national du Mérite (nomination le 11 février 1986)[7]

## Hommage
- Une journée d'étude consacrée à Henri Michel a eu lieu le 7 décembre 2009 au Musée Jean Moulin, à Paris.

## Publications

### Seconde Guerre mondiale
- La Drôle de guerre, 1971
- La Seconde Guerre mondiale, 1972
- La Seconde Guerre mondiale I Les succès de l'Axe (septembre 1939 - janvier 1943), PUF, coll. « Peuples et civilisations », 1977
- La Seconde Guerre mondiale II La victoire des alliés, (janvier 1943 - septembre 1945), PUF, coll. « Peuples et civilisations », 1980.
- La Défaite de la France (septembre 1939-juin 1940), PUF, 1980.
- Et Varsovie fut détruite, 1984

### Paris pendant la Seconde Guerre mondiale
- La Libération de Paris, 1980
- Paris allemand, 1981
- Paris résistant, 1982

### Résistance en Europe
- Tragédie de la déportation, 1954, prix Général-Muteau de l’Académie française en 1955
- Les Mouvements clandestins en Europe (1938-1945), 1961
- La Guerre de l'ombre ; La Résistance en Europe, 1970

### Résistance en France
- Histoire de la Résistance en France (1940-1944), PUF, coll. « Que sais-je ? », 1950 (dixième et dernière édition : 1987 [ (ISBN 2-13-040263-1)])
- Les Idées politiques et sociales de la Résistance (Documents clandestins, 1940–1944) (Édité avec Boris Mirkine-Guetzévitch). Presses universitaires de France, 1954.
- Les Courants de pensée de la Résistance, thèse de doctorat d'État, Université de Paris, 1962, publiée par les PUF, 1962
- Jean Moulin l'unificateur, 1964, prix Louis-Paul-Miller de l’Académie française en 1965
- Combat : histoire d'un mouvement de résistance de juillet 1940 à juillet 1943, 1967 (avec Marie Granet)

### France libre
- Histoire de la France libre, PUF, coll. « Que sais-je ? », 1963 (quatrième et dernière édition : 1980 [ (ISBN 2-13-036273-7)])

### Vichy
- Vichy : Année 1940, 1967.
- Pétain, Laval, Darlan, trois politiques ?, 1972
- Pétain et le régime de Vichy, 1978
- Le Procès de Riom, 1979

### Divers
- Quatre années dures, roman, 1945
- François Darlan : amiral de la Flotte, 1993
- Les Fascismes, 1977
- Une enfance provençale au temps de la Première Guerre mondiale - Vidauban dans la mémoire d'un historien, 2012 [présentation en ligne]